# Qwest Records
Qwest Records es una compañía discográfica estadounidense fundada en 1980 por el productor musical fallecido: Quincy Jones en la cual a principios de los años 80 laboraba para la actual llamada Warner Records.

## Algunos artistas de la discográfica
- Frank Sinatra
- Hiroshima
- Joy Division
- New Order
- The Other Two